# Liste der Baudenkmäler in Steinhagen (Westfalen)
Die Liste der Baudenkmäler in Steinhagen (Westfalen) enthält die denkmalgeschützten Bauwerke auf dem Gebiet der Gemeinde Steinhagen im Kreis Gütersloh in Nordrhein-Westfalen (Stand: September 2021). Diese Baudenkmäler sind in der Denkmalliste der Gemeinde Steinhagen eingetragen; Grundlage für die Aufnahme ist das Denkmalschutzgesetz Nordrhein-Westfalen (DSchG NRW).

| Bild                                                                                      | Bezeichnung                                                                               | Lage                                                       | Beschreibung | Bauzeit                                    | Eingetragen seit | Denkmal- nummer |
| ----------------------------------------------------------------------------------------- | ----------------------------------------------------------------------------------------- | ---------------------------------------------------------- | --- | ------------------------------------------ | ---------------- | --------------- |
| weitere Bilder                                                                            | Ev. Pfarrkirche Brockhagen                                                                | Brockhagen Sandforther Straße 2 Karte                      | | 1752–54, erweitert 1820. Westturm von 1568 |                  | 1               |
| weitere Bilder                                                                            | Ev. Pfarrkirche Steinhagen                                                                | Kirchplatz 1 Karte                                         | Ältestes Gebäude in der Gemeinde Steinhagen.                                                                                           | 14. Jhd., erweitert 1901                   |                  | 2               |
| Kantorhaus Brockhagen (jetzt Gemeindehaus der Kirchengemeinde)                            | Kantorhaus Brockhagen (jetzt Gemeindehaus der Kirchengemeinde)                            | Brockhagener Straße 234 Karte                              | | 1769, erweitert um 1860/70                 |                  | 3               |
| Haus Ordelheide (jetzt Heimathaus der Gemeinde Steinhagen)                                | Haus Ordelheide (jetzt Heimathaus der Gemeinde Steinhagen)                                | Alte Kirchstraße 4 Karte                                   | | 1709                                       |                  | 4               |
| Brinkhaus                                                                                 | Brinkhaus                                                                                 | Brinkstraße 17 Karte                                       | | 1715, 1747                                 |                  | 5               |
| BW                                                                                        | Kötterhaus                                                                                | Brockhagener Straße 172 Karte                              | |                                            |                  | 6               |
| Alte Schmiede                                                                             | Alte Schmiede                                                                             | Kirchplatz 22 Karte                                        | | 1894                                       |                  | 7               |
| BW                                                                                        | Kötterhaus                                                                                | Ströher Straße 31 Karte                                    | |                                            |                  | 8               |
| BW                                                                                        | Heuerlingshaus u. Scheune der Hofanlage Gerling                                           | Harsewinkeler Straße 43 Karte                              | | 1798                                       |                  | 9               |
| BW                                                                                        | Haus Hoberge ("Villa Schlichte")                                                          | Bielefelder Straße 109 Karte                               | | 1920-1922                                  |                  | 10              |
| Grabsteine auf dem Kirchplatz Steinhagen                                                  | Grabsteine auf dem Kirchplatz Steinhagen                                                  | Kirchplatz 1 Karte                                         | |                                            |                  | 11              |
| BW                                                                                        | Grabstein Familie Bohnenkamp                                                              | Friedhof Brockhagen Karte                                  | | 1918                                       |                  | 12              |
| BW                                                                                        | Kriegerehrenmal Amshausen                                                                 | Kaistraße 47 Karte                                         | | 1924                                       |                  | 13              |
| weitere Bilder                                                                            | Kriegerehrenmal Steinhagen                                                                | Kirchplatz 1 Karte                                         | | 1906                                       |                  | 14              |
| Kriegerehrenmal Brockhagen                                                                | Kriegerehrenmal Brockhagen                                                                | Gemarkung Brockhagen, Flur 21 Flurstück 263                | | nach 1918                                  |                  | 15              |
| BW                                                                                        | Hof Dammann                                                                               | Am Kottenteich 22 Karte                                    | | 1792, 1820, 1846                           |                  | 16              |
| BW                                                                                        | Kotten                                                                                    | Arnsbergstraße 25 Karte                                    | | 1646                                       |                  | 17              |
| Fassade einschl Ecktürme des Brennerei- u. Verwaltungsgebäudes der ehem. Firma H.C. König | Fassade einschl Ecktürme des Brennerei- u. Verwaltungsgebäudes der ehem. Firma H.C. König | Brockhagener Straße 40 u. 42 / Alte Brennerei 1 u. 7 Karte | | 1903–05                                    |                  | 18              |
| Fassade Brennereigebäude der ehemaligen Firma Schlichte                                   | Fassade Brennereigebäude der ehemaligen Firma Schlichte                                   | Kirchplatz 26 Karte                                        | | 1910/20                                    |                  | 19              |
| BW                                                                                        | Gestüt Ebbesloh                                                                           | Ebbesloher Straße 9 Karte                                  | |                                            |                  | 20              |
|                                                                                           | Ehemaliger Schutzbunker                                                                   | Gemarkung Steinhagen Flur 5 Flurstück 126/1                | | 1944                                       |                  | 21              |
| BW                                                                                        | Kotten                                                                                    | Harsewinkeler Straße 21 Karte                              | | 2. Hälfte 18. Jhd.                         |                  | 22              |
| BW                                                                                        | Hofhaus                                                                                   | Harsewinkeler Straße 63 Karte                              | | 1787, erweitert 1. Hälfte 19. Jhd.         |                  | 23              |
| BW                                                                                        | Kalksandsteingebäude                                                                      | Haller Straße 4 Karte                                      | | 1838                                       |                  | 24              |
| BW                                                                                        | Ehemalige Schule Brockhagen (jetzt Heimathaus)                                            | Brockhagener Straße 224 Karte                              | | 1907                                       |                  | 25              |
| BW                                                                                        | Hofhaus                                                                                   | Im Busche 31 Karte                                         | | 1805, Umbau 1840                           |                  | 26              |
| Hofhaus Schierenbeck                                                                      | Hofhaus Schierenbeck                                                                      | Kaistraße 22 Karte                                         | | 1792                                       |                  | 27              |
| BW                                                                                        | Speicher                                                                                  | Kampstraße 7 Karte                                         | | 1819                                       |                  | 28              |
| BW                                                                                        | Hofhaus                                                                                   | Kölkebecker Straße 3 Karte                                 | | 1816, erweitert 1900/10                    |                  | 29              |
| BW                                                                                        | Wohnhaus                                                                                  | Lönsstraße 18 Karte                                        | Ehem. Wirtschaftsgebäude des Hofes Meier-Michaelis, Verwendung anfangs als Kornscheune. Ältester Profanbau in der Gemeinde Steinhagen. | 2. Hälfte 16. Jhd.                         |                  | 30              |
| BW                                                                                        | Hofhaus Welp                                                                              | Queller Straße 64 Karte                                    | | 1875                                       |                  | 31              |
| BW                                                                                        | Hofhaus Schonemeyer                                                                       | Sandforther Straße 90 Karte                                | | 1824, 1860/70, 1880/90                     |                  | 32              |
| BW                                                                                        | Hofhaus einschl. Backhaus                                                                 | Sandforther Straße 96 Karte                                | | 1851                                       |                  | 33              |
| BW                                                                                        | Austmannshof                                                                              | Austmannshof 11 Karte                                      | | 1774, 1840 renoviert                       |                  | 34              |
| BW                                                                                        | Scheune u. Wirtschaftsteil des Hofhauses Sprungmann                                       | Ströher Straße 13 Karte                                    | | 1781, 1900/10, 1935, 1937                  |                  | 35              |
| weitere Bilder                                                                            | Gutsanlage Patthorst                                                                      | Schloßallee 5 u. 7 Karte                                   | | 1777–83, erweitert 1840–64                 |                  | 36              |
| BW                                                                                        | Kötterhaus                                                                                | Weidenstraße 5 Karte                                       | | 1781                                       |                  | 37              |
| BW                                                                                        | Ehemaliger Schafstall                                                                     | Haller Straße 66 Karte                                     | | 1791                                       |                  | 38              |
| BW                                                                                        | Ensemble Wohnhaus, Wirtschaftsgebäude, Park, Mauer tlw.                                   | Hilterweg 100 Karte                                        | |                                            |                  | 39              |
| BW                                                                                        | Berghotel Quellental                                                                      | Quellental 10 Karte                                        | | 1837/1908/1928/1948–56                     |                  | 40              |